# Норитаке Такахара
Норитаке Такахара (高原 敬武), на английски: Noritake Takahara е бивш пилот от Формула 1. Роден на 6 юни 1951 г. в Токио, Япония.

## Формула 1
Прави своя дебют във Формула 1 в Голямата награда на Япония през 1976 г. В световния шампионат записва 2 състезания като не успява да спечели точки, състезава се с отборите на Съртис и Коджима.